# (210533) Seanmisner
(210533) Seanmisner est un astéroïde de la ceinture principale.

## Description
(210533) Seanmisner est un astéroïde de la ceinture principale. Il fut découvert le 20 mars 1999 à l'observatoire d'Apache Point par le programme Sloan Digital Sky Survey. Il présente une orbite caractérisée par un demi-grand axe de 2,27 UA, une excentricité de 0,14 et une inclinaison de 2,4° par rapport à l'écliptique.

## Compléments